# Louis de Régnier de Guerchy
Louis de Régnier (18 de maig, 1663 - 13 de febrer, 1748) fou marquès de Guerchy i un militar francès al servei de Felip V durant la Guerra de Successió Espanyola. Fill del baró de Guerchy Henri de Régnier i de Marie de Brouilly de Piennes, el 1707 es casà Jeanne Louise de Marion de Druy i foren pares de Claude Louis François Régnier de Guerchy (1715-1767). Amb el grau de tinent general dels Reials Exèrcit de Lluís XIV de França, comandà el contingent francès que auxilià el duc de Pòpuli durant el Setge de Barcelona (1713-1714) fins a l'arribada del duc de Berwick. Després de la caiguda de la ciutat el 12 de setembre de 1714 Berwick li concedí l'honor de ser el primer governador militar de la plaça fins a l'arribada del marquès de Lede el 22 de setembre.